# Spazioporto di Mojave
Lo spazioporto di Mojave (in inglese: Mojave Air and Space Port. IATA: MHV; ICAO: KMHV), conosciuto anche come Spazioporto civile Test Center, è situato a Mojave in California a un'altezza di 851 metri, precedentemente solo aeroporto di Mojave costruito nel 1935.
Fu la prima struttura ad ottenere la licenza per il lancio di navette spaziali riusabili orizzontali, certificato il 17 giugno 2004 dalla Federal Aviation Administration.